# Leonid Zagorujko
Leonid Ivanovič Zagorujko (Minsk, 14 agosto 1923 – Minsk, 22 maggio 1999) è stato un compositore di scacchi russo (sovietico fino al 1991).
Di professione ingegnere meccanico, ha composto circa 300 problemi, ottenendo circa 150 premiazioni e menzioni onorevoli, tra cui 52 primi premi. Il suo genere preferito erano i problemi diretti di matto in tre mosse di tipo strategico.
Vinse il campionato dell'URSS nel 1983 e quello di Mosca nel 1977 e 1978, nella sezione tre mosse. Medaglia d'oro con l'URSS nel campionato del mondo a squadre 1962-1964, sezione tre mosse.
Ideatore del tema Zagorujko, uno dei più utilizzati ed attraenti del problema moderno:

« Due o più difese, che si ripetono in almeno tre fasi di gioco, sono seguite da matti sempre differenti (in un problema in due mosse) o da continuazioni sempre differenti in un tre o più mosse ».

## Problemi d'esempio
|   | a | b | c | d | e | f | g | h |   |
| 8 | h8 alfiere del bianco · c7 pedone del nero · e7 re del bianco · h7 alfiere del bianco · d6 pedone del bianco · e6 torre del bianco · h6 pedone del bianco · b5 pedone del nero · c5 pedone del nero · g5 donna del bianco · c4 re del nero · d4 cavallo del bianco · e3 pedone del nero · a2 cavallo del bianco · b2 alfiere del nero · d2 torre del nero · d1 torre del bianco | h8 alfiere del bianco · c7 pedone del nero · e7 re del bianco · h7 alfiere del bianco · d6 pedone del bianco · e6 torre del bianco · h6 pedone del bianco · b5 pedone del nero · c5 pedone del nero · g5 donna del bianco · c4 re del nero · d4 cavallo del bianco · e3 pedone del nero · a2 cavallo del bianco · b2 alfiere del nero · d2 torre del nero · d1 torre del bianco | h8 alfiere del bianco · c7 pedone del nero · e7 re del bianco · h7 alfiere del bianco · d6 pedone del bianco · e6 torre del bianco · h6 pedone del bianco · b5 pedone del nero · c5 pedone del nero · g5 donna del bianco · c4 re del nero · d4 cavallo del bianco · e3 pedone del nero · a2 cavallo del bianco · b2 alfiere del nero · d2 torre del nero · d1 torre del bianco | h8 alfiere del bianco · c7 pedone del nero · e7 re del bianco · h7 alfiere del bianco · d6 pedone del bianco · e6 torre del bianco · h6 pedone del bianco · b5 pedone del nero · c5 pedone del nero · g5 donna del bianco · c4 re del nero · d4 cavallo del bianco · e3 pedone del nero · a2 cavallo del bianco · b2 alfiere del nero · d2 torre del nero · d1 torre del bianco | h8 alfiere del bianco · c7 pedone del nero · e7 re del bianco · h7 alfiere del bianco · d6 pedone del bianco · e6 torre del bianco · h6 pedone del bianco · b5 pedone del nero · c5 pedone del nero · g5 donna del bianco · c4 re del nero · d4 cavallo del bianco · e3 pedone del nero · a2 cavallo del bianco · b2 alfiere del nero · d2 torre del nero · d1 torre del bianco | h8 alfiere del bianco · c7 pedone del nero · e7 re del bianco · h7 alfiere del bianco · d6 pedone del bianco · e6 torre del bianco · h6 pedone del bianco · b5 pedone del nero · c5 pedone del nero · g5 donna del bianco · c4 re del nero · d4 cavallo del bianco · e3 pedone del nero · a2 cavallo del bianco · b2 alfiere del nero · d2 torre del nero · d1 torre del bianco | h8 alfiere del bianco · c7 pedone del nero · e7 re del bianco · h7 alfiere del bianco · d6 pedone del bianco · e6 torre del bianco · h6 pedone del bianco · b5 pedone del nero · c5 pedone del nero · g5 donna del bianco · c4 re del nero · d4 cavallo del bianco · e3 pedone del nero · a2 cavallo del bianco · b2 alfiere del nero · d2 torre del nero · d1 torre del bianco | h8 alfiere del bianco · c7 pedone del nero · e7 re del bianco · h7 alfiere del bianco · d6 pedone del bianco · e6 torre del bianco · h6 pedone del bianco · b5 pedone del nero · c5 pedone del nero · g5 donna del bianco · c4 re del nero · d4 cavallo del bianco · e3 pedone del nero · a2 cavallo del bianco · b2 alfiere del nero · d2 torre del nero · d1 torre del bianco | 8 |
| 7 | h8 alfiere del bianco · c7 pedone del nero · e7 re del bianco · h7 alfiere del bianco · d6 pedone del bianco · e6 torre del bianco · h6 pedone del bianco · b5 pedone del nero · c5 pedone del nero · g5 donna del bianco · c4 re del nero · d4 cavallo del bianco · e3 pedone del nero · a2 cavallo del bianco · b2 alfiere del nero · d2 torre del nero · d1 torre del bianco | h8 alfiere del bianco · c7 pedone del nero · e7 re del bianco · h7 alfiere del bianco · d6 pedone del bianco · e6 torre del bianco · h6 pedone del bianco · b5 pedone del nero · c5 pedone del nero · g5 donna del bianco · c4 re del nero · d4 cavallo del bianco · e3 pedone del nero · a2 cavallo del bianco · b2 alfiere del nero · d2 torre del nero · d1 torre del bianco | h8 alfiere del bianco · c7 pedone del nero · e7 re del bianco · h7 alfiere del bianco · d6 pedone del bianco · e6 torre del bianco · h6 pedone del bianco · b5 pedone del nero · c5 pedone del nero · g5 donna del bianco · c4 re del nero · d4 cavallo del bianco · e3 pedone del nero · a2 cavallo del bianco · b2 alfiere del nero · d2 torre del nero · d1 torre del bianco | h8 alfiere del bianco · c7 pedone del nero · e7 re del bianco · h7 alfiere del bianco · d6 pedone del bianco · e6 torre del bianco · h6 pedone del bianco · b5 pedone del nero · c5 pedone del nero · g5 donna del bianco · c4 re del nero · d4 cavallo del bianco · e3 pedone del nero · a2 cavallo del bianco · b2 alfiere del nero · d2 torre del nero · d1 torre del bianco | h8 alfiere del bianco · c7 pedone del nero · e7 re del bianco · h7 alfiere del bianco · d6 pedone del bianco · e6 torre del bianco · h6 pedone del bianco · b5 pedone del nero · c5 pedone del nero · g5 donna del bianco · c4 re del nero · d4 cavallo del bianco · e3 pedone del nero · a2 cavallo del bianco · b2 alfiere del nero · d2 torre del nero · d1 torre del bianco | h8 alfiere del bianco · c7 pedone del nero · e7 re del bianco · h7 alfiere del bianco · d6 pedone del bianco · e6 torre del bianco · h6 pedone del bianco · b5 pedone del nero · c5 pedone del nero · g5 donna del bianco · c4 re del nero · d4 cavallo del bianco · e3 pedone del nero · a2 cavallo del bianco · b2 alfiere del nero · d2 torre del nero · d1 torre del bianco | h8 alfiere del bianco · c7 pedone del nero · e7 re del bianco · h7 alfiere del bianco · d6 pedone del bianco · e6 torre del bianco · h6 pedone del bianco · b5 pedone del nero · c5 pedone del nero · g5 donna del bianco · c4 re del nero · d4 cavallo del bianco · e3 pedone del nero · a2 cavallo del bianco · b2 alfiere del nero · d2 torre del nero · d1 torre del bianco | h8 alfiere del bianco · c7 pedone del nero · e7 re del bianco · h7 alfiere del bianco · d6 pedone del bianco · e6 torre del bianco · h6 pedone del bianco · b5 pedone del nero · c5 pedone del nero · g5 donna del bianco · c4 re del nero · d4 cavallo del bianco · e3 pedone del nero · a2 cavallo del bianco · b2 alfiere del nero · d2 torre del nero · d1 torre del bianco | 7 |
| 6 | h8 alfiere del bianco · c7 pedone del nero · e7 re del bianco · h7 alfiere del bianco · d6 pedone del bianco · e6 torre del bianco · h6 pedone del bianco · b5 pedone del nero · c5 pedone del nero · g5 donna del bianco · c4 re del nero · d4 cavallo del bianco · e3 pedone del nero · a2 cavallo del bianco · b2 alfiere del nero · d2 torre del nero · d1 torre del bianco | h8 alfiere del bianco · c7 pedone del nero · e7 re del bianco · h7 alfiere del bianco · d6 pedone del bianco · e6 torre del bianco · h6 pedone del bianco · b5 pedone del nero · c5 pedone del nero · g5 donna del bianco · c4 re del nero · d4 cavallo del bianco · e3 pedone del nero · a2 cavallo del bianco · b2 alfiere del nero · d2 torre del nero · d1 torre del bianco | h8 alfiere del bianco · c7 pedone del nero · e7 re del bianco · h7 alfiere del bianco · d6 pedone del bianco · e6 torre del bianco · h6 pedone del bianco · b5 pedone del nero · c5 pedone del nero · g5 donna del bianco · c4 re del nero · d4 cavallo del bianco · e3 pedone del nero · a2 cavallo del bianco · b2 alfiere del nero · d2 torre del nero · d1 torre del bianco | h8 alfiere del bianco · c7 pedone del nero · e7 re del bianco · h7 alfiere del bianco · d6 pedone del bianco · e6 torre del bianco · h6 pedone del bianco · b5 pedone del nero · c5 pedone del nero · g5 donna del bianco · c4 re del nero · d4 cavallo del bianco · e3 pedone del nero · a2 cavallo del bianco · b2 alfiere del nero · d2 torre del nero · d1 torre del bianco | h8 alfiere del bianco · c7 pedone del nero · e7 re del bianco · h7 alfiere del bianco · d6 pedone del bianco · e6 torre del bianco · h6 pedone del bianco · b5 pedone del nero · c5 pedone del nero · g5 donna del bianco · c4 re del nero · d4 cavallo del bianco · e3 pedone del nero · a2 cavallo del bianco · b2 alfiere del nero · d2 torre del nero · d1 torre del bianco | h8 alfiere del bianco · c7 pedone del nero · e7 re del bianco · h7 alfiere del bianco · d6 pedone del bianco · e6 torre del bianco · h6 pedone del bianco · b5 pedone del nero · c5 pedone del nero · g5 donna del bianco · c4 re del nero · d4 cavallo del bianco · e3 pedone del nero · a2 cavallo del bianco · b2 alfiere del nero · d2 torre del nero · d1 torre del bianco | h8 alfiere del bianco · c7 pedone del nero · e7 re del bianco · h7 alfiere del bianco · d6 pedone del bianco · e6 torre del bianco · h6 pedone del bianco · b5 pedone del nero · c5 pedone del nero · g5 donna del bianco · c4 re del nero · d4 cavallo del bianco · e3 pedone del nero · a2 cavallo del bianco · b2 alfiere del nero · d2 torre del nero · d1 torre del bianco | h8 alfiere del bianco · c7 pedone del nero · e7 re del bianco · h7 alfiere del bianco · d6 pedone del bianco · e6 torre del bianco · h6 pedone del bianco · b5 pedone del nero · c5 pedone del nero · g5 donna del bianco · c4 re del nero · d4 cavallo del bianco · e3 pedone del nero · a2 cavallo del bianco · b2 alfiere del nero · d2 torre del nero · d1 torre del bianco | 6 |
| 5 | h8 alfiere del bianco · c7 pedone del nero · e7 re del bianco · h7 alfiere del bianco · d6 pedone del bianco · e6 torre del bianco · h6 pedone del bianco · b5 pedone del nero · c5 pedone del nero · g5 donna del bianco · c4 re del nero · d4 cavallo del bianco · e3 pedone del nero · a2 cavallo del bianco · b2 alfiere del nero · d2 torre del nero · d1 torre del bianco | h8 alfiere del bianco · c7 pedone del nero · e7 re del bianco · h7 alfiere del bianco · d6 pedone del bianco · e6 torre del bianco · h6 pedone del bianco · b5 pedone del nero · c5 pedone del nero · g5 donna del bianco · c4 re del nero · d4 cavallo del bianco · e3 pedone del nero · a2 cavallo del bianco · b2 alfiere del nero · d2 torre del nero · d1 torre del bianco | h8 alfiere del bianco · c7 pedone del nero · e7 re del bianco · h7 alfiere del bianco · d6 pedone del bianco · e6 torre del bianco · h6 pedone del bianco · b5 pedone del nero · c5 pedone del nero · g5 donna del bianco · c4 re del nero · d4 cavallo del bianco · e3 pedone del nero · a2 cavallo del bianco · b2 alfiere del nero · d2 torre del nero · d1 torre del bianco | h8 alfiere del bianco · c7 pedone del nero · e7 re del bianco · h7 alfiere del bianco · d6 pedone del bianco · e6 torre del bianco · h6 pedone del bianco · b5 pedone del nero · c5 pedone del nero · g5 donna del bianco · c4 re del nero · d4 cavallo del bianco · e3 pedone del nero · a2 cavallo del bianco · b2 alfiere del nero · d2 torre del nero · d1 torre del bianco | h8 alfiere del bianco · c7 pedone del nero · e7 re del bianco · h7 alfiere del bianco · d6 pedone del bianco · e6 torre del bianco · h6 pedone del bianco · b5 pedone del nero · c5 pedone del nero · g5 donna del bianco · c4 re del nero · d4 cavallo del bianco · e3 pedone del nero · a2 cavallo del bianco · b2 alfiere del nero · d2 torre del nero · d1 torre del bianco | h8 alfiere del bianco · c7 pedone del nero · e7 re del bianco · h7 alfiere del bianco · d6 pedone del bianco · e6 torre del bianco · h6 pedone del bianco · b5 pedone del nero · c5 pedone del nero · g5 donna del bianco · c4 re del nero · d4 cavallo del bianco · e3 pedone del nero · a2 cavallo del bianco · b2 alfiere del nero · d2 torre del nero · d1 torre del bianco | h8 alfiere del bianco · c7 pedone del nero · e7 re del bianco · h7 alfiere del bianco · d6 pedone del bianco · e6 torre del bianco · h6 pedone del bianco · b5 pedone del nero · c5 pedone del nero · g5 donna del bianco · c4 re del nero · d4 cavallo del bianco · e3 pedone del nero · a2 cavallo del bianco · b2 alfiere del nero · d2 torre del nero · d1 torre del bianco | h8 alfiere del bianco · c7 pedone del nero · e7 re del bianco · h7 alfiere del bianco · d6 pedone del bianco · e6 torre del bianco · h6 pedone del bianco · b5 pedone del nero · c5 pedone del nero · g5 donna del bianco · c4 re del nero · d4 cavallo del bianco · e3 pedone del nero · a2 cavallo del bianco · b2 alfiere del nero · d2 torre del nero · d1 torre del bianco | 5 |
| 4 | h8 alfiere del bianco · c7 pedone del nero · e7 re del bianco · h7 alfiere del bianco · d6 pedone del bianco · e6 torre del bianco · h6 pedone del bianco · b5 pedone del nero · c5 pedone del nero · g5 donna del bianco · c4 re del nero · d4 cavallo del bianco · e3 pedone del nero · a2 cavallo del bianco · b2 alfiere del nero · d2 torre del nero · d1 torre del bianco | h8 alfiere del bianco · c7 pedone del nero · e7 re del bianco · h7 alfiere del bianco · d6 pedone del bianco · e6 torre del bianco · h6 pedone del bianco · b5 pedone del nero · c5 pedone del nero · g5 donna del bianco · c4 re del nero · d4 cavallo del bianco · e3 pedone del nero · a2 cavallo del bianco · b2 alfiere del nero · d2 torre del nero · d1 torre del bianco | h8 alfiere del bianco · c7 pedone del nero · e7 re del bianco · h7 alfiere del bianco · d6 pedone del bianco · e6 torre del bianco · h6 pedone del bianco · b5 pedone del nero · c5 pedone del nero · g5 donna del bianco · c4 re del nero · d4 cavallo del bianco · e3 pedone del nero · a2 cavallo del bianco · b2 alfiere del nero · d2 torre del nero · d1 torre del bianco | h8 alfiere del bianco · c7 pedone del nero · e7 re del bianco · h7 alfiere del bianco · d6 pedone del bianco · e6 torre del bianco · h6 pedone del bianco · b5 pedone del nero · c5 pedone del nero · g5 donna del bianco · c4 re del nero · d4 cavallo del bianco · e3 pedone del nero · a2 cavallo del bianco · b2 alfiere del nero · d2 torre del nero · d1 torre del bianco | h8 alfiere del bianco · c7 pedone del nero · e7 re del bianco · h7 alfiere del bianco · d6 pedone del bianco · e6 torre del bianco · h6 pedone del bianco · b5 pedone del nero · c5 pedone del nero · g5 donna del bianco · c4 re del nero · d4 cavallo del bianco · e3 pedone del nero · a2 cavallo del bianco · b2 alfiere del nero · d2 torre del nero · d1 torre del bianco | h8 alfiere del bianco · c7 pedone del nero · e7 re del bianco · h7 alfiere del bianco · d6 pedone del bianco · e6 torre del bianco · h6 pedone del bianco · b5 pedone del nero · c5 pedone del nero · g5 donna del bianco · c4 re del nero · d4 cavallo del bianco · e3 pedone del nero · a2 cavallo del bianco · b2 alfiere del nero · d2 torre del nero · d1 torre del bianco | h8 alfiere del bianco · c7 pedone del nero · e7 re del bianco · h7 alfiere del bianco · d6 pedone del bianco · e6 torre del bianco · h6 pedone del bianco · b5 pedone del nero · c5 pedone del nero · g5 donna del bianco · c4 re del nero · d4 cavallo del bianco · e3 pedone del nero · a2 cavallo del bianco · b2 alfiere del nero · d2 torre del nero · d1 torre del bianco | h8 alfiere del bianco · c7 pedone del nero · e7 re del bianco · h7 alfiere del bianco · d6 pedone del bianco · e6 torre del bianco · h6 pedone del bianco · b5 pedone del nero · c5 pedone del nero · g5 donna del bianco · c4 re del nero · d4 cavallo del bianco · e3 pedone del nero · a2 cavallo del bianco · b2 alfiere del nero · d2 torre del nero · d1 torre del bianco | 4 |
| 3 | h8 alfiere del bianco · c7 pedone del nero · e7 re del bianco · h7 alfiere del bianco · d6 pedone del bianco · e6 torre del bianco · h6 pedone del bianco · b5 pedone del nero · c5 pedone del nero · g5 donna del bianco · c4 re del nero · d4 cavallo del bianco · e3 pedone del nero · a2 cavallo del bianco · b2 alfiere del nero · d2 torre del nero · d1 torre del bianco | h8 alfiere del bianco · c7 pedone del nero · e7 re del bianco · h7 alfiere del bianco · d6 pedone del bianco · e6 torre del bianco · h6 pedone del bianco · b5 pedone del nero · c5 pedone del nero · g5 donna del bianco · c4 re del nero · d4 cavallo del bianco · e3 pedone del nero · a2 cavallo del bianco · b2 alfiere del nero · d2 torre del nero · d1 torre del bianco | h8 alfiere del bianco · c7 pedone del nero · e7 re del bianco · h7 alfiere del bianco · d6 pedone del bianco · e6 torre del bianco · h6 pedone del bianco · b5 pedone del nero · c5 pedone del nero · g5 donna del bianco · c4 re del nero · d4 cavallo del bianco · e3 pedone del nero · a2 cavallo del bianco · b2 alfiere del nero · d2 torre del nero · d1 torre del bianco | h8 alfiere del bianco · c7 pedone del nero · e7 re del bianco · h7 alfiere del bianco · d6 pedone del bianco · e6 torre del bianco · h6 pedone del bianco · b5 pedone del nero · c5 pedone del nero · g5 donna del bianco · c4 re del nero · d4 cavallo del bianco · e3 pedone del nero · a2 cavallo del bianco · b2 alfiere del nero · d2 torre del nero · d1 torre del bianco | h8 alfiere del bianco · c7 pedone del nero · e7 re del bianco · h7 alfiere del bianco · d6 pedone del bianco · e6 torre del bianco · h6 pedone del bianco · b5 pedone del nero · c5 pedone del nero · g5 donna del bianco · c4 re del nero · d4 cavallo del bianco · e3 pedone del nero · a2 cavallo del bianco · b2 alfiere del nero · d2 torre del nero · d1 torre del bianco | h8 alfiere del bianco · c7 pedone del nero · e7 re del bianco · h7 alfiere del bianco · d6 pedone del bianco · e6 torre del bianco · h6 pedone del bianco · b5 pedone del nero · c5 pedone del nero · g5 donna del bianco · c4 re del nero · d4 cavallo del bianco · e3 pedone del nero · a2 cavallo del bianco · b2 alfiere del nero · d2 torre del nero · d1 torre del bianco | h8 alfiere del bianco · c7 pedone del nero · e7 re del bianco · h7 alfiere del bianco · d6 pedone del bianco · e6 torre del bianco · h6 pedone del bianco · b5 pedone del nero · c5 pedone del nero · g5 donna del bianco · c4 re del nero · d4 cavallo del bianco · e3 pedone del nero · a2 cavallo del bianco · b2 alfiere del nero · d2 torre del nero · d1 torre del bianco | h8 alfiere del bianco · c7 pedone del nero · e7 re del bianco · h7 alfiere del bianco · d6 pedone del bianco · e6 torre del bianco · h6 pedone del bianco · b5 pedone del nero · c5 pedone del nero · g5 donna del bianco · c4 re del nero · d4 cavallo del bianco · e3 pedone del nero · a2 cavallo del bianco · b2 alfiere del nero · d2 torre del nero · d1 torre del bianco | 3 |
| 2 | h8 alfiere del bianco · c7 pedone del nero · e7 re del bianco · h7 alfiere del bianco · d6 pedone del bianco · e6 torre del bianco · h6 pedone del bianco · b5 pedone del nero · c5 pedone del nero · g5 donna del bianco · c4 re del nero · d4 cavallo del bianco · e3 pedone del nero · a2 cavallo del bianco · b2 alfiere del nero · d2 torre del nero · d1 torre del bianco | h8 alfiere del bianco · c7 pedone del nero · e7 re del bianco · h7 alfiere del bianco · d6 pedone del bianco · e6 torre del bianco · h6 pedone del bianco · b5 pedone del nero · c5 pedone del nero · g5 donna del bianco · c4 re del nero · d4 cavallo del bianco · e3 pedone del nero · a2 cavallo del bianco · b2 alfiere del nero · d2 torre del nero · d1 torre del bianco | h8 alfiere del bianco · c7 pedone del nero · e7 re del bianco · h7 alfiere del bianco · d6 pedone del bianco · e6 torre del bianco · h6 pedone del bianco · b5 pedone del nero · c5 pedone del nero · g5 donna del bianco · c4 re del nero · d4 cavallo del bianco · e3 pedone del nero · a2 cavallo del bianco · b2 alfiere del nero · d2 torre del nero · d1 torre del bianco | h8 alfiere del bianco · c7 pedone del nero · e7 re del bianco · h7 alfiere del bianco · d6 pedone del bianco · e6 torre del bianco · h6 pedone del bianco · b5 pedone del nero · c5 pedone del nero · g5 donna del bianco · c4 re del nero · d4 cavallo del bianco · e3 pedone del nero · a2 cavallo del bianco · b2 alfiere del nero · d2 torre del nero · d1 torre del bianco | h8 alfiere del bianco · c7 pedone del nero · e7 re del bianco · h7 alfiere del bianco · d6 pedone del bianco · e6 torre del bianco · h6 pedone del bianco · b5 pedone del nero · c5 pedone del nero · g5 donna del bianco · c4 re del nero · d4 cavallo del bianco · e3 pedone del nero · a2 cavallo del bianco · b2 alfiere del nero · d2 torre del nero · d1 torre del bianco | h8 alfiere del bianco · c7 pedone del nero · e7 re del bianco · h7 alfiere del bianco · d6 pedone del bianco · e6 torre del bianco · h6 pedone del bianco · b5 pedone del nero · c5 pedone del nero · g5 donna del bianco · c4 re del nero · d4 cavallo del bianco · e3 pedone del nero · a2 cavallo del bianco · b2 alfiere del nero · d2 torre del nero · d1 torre del bianco | h8 alfiere del bianco · c7 pedone del nero · e7 re del bianco · h7 alfiere del bianco · d6 pedone del bianco · e6 torre del bianco · h6 pedone del bianco · b5 pedone del nero · c5 pedone del nero · g5 donna del bianco · c4 re del nero · d4 cavallo del bianco · e3 pedone del nero · a2 cavallo del bianco · b2 alfiere del nero · d2 torre del nero · d1 torre del bianco | h8 alfiere del bianco · c7 pedone del nero · e7 re del bianco · h7 alfiere del bianco · d6 pedone del bianco · e6 torre del bianco · h6 pedone del bianco · b5 pedone del nero · c5 pedone del nero · g5 donna del bianco · c4 re del nero · d4 cavallo del bianco · e3 pedone del nero · a2 cavallo del bianco · b2 alfiere del nero · d2 torre del nero · d1 torre del bianco | 2 |
| 1 | h8 alfiere del bianco · c7 pedone del nero · e7 re del bianco · h7 alfiere del bianco · d6 pedone del bianco · e6 torre del bianco · h6 pedone del bianco · b5 pedone del nero · c5 pedone del nero · g5 donna del bianco · c4 re del nero · d4 cavallo del bianco · e3 pedone del nero · a2 cavallo del bianco · b2 alfiere del nero · d2 torre del nero · d1 torre del bianco | h8 alfiere del bianco · c7 pedone del nero · e7 re del bianco · h7 alfiere del bianco · d6 pedone del bianco · e6 torre del bianco · h6 pedone del bianco · b5 pedone del nero · c5 pedone del nero · g5 donna del bianco · c4 re del nero · d4 cavallo del bianco · e3 pedone del nero · a2 cavallo del bianco · b2 alfiere del nero · d2 torre del nero · d1 torre del bianco | h8 alfiere del bianco · c7 pedone del nero · e7 re del bianco · h7 alfiere del bianco · d6 pedone del bianco · e6 torre del bianco · h6 pedone del bianco · b5 pedone del nero · c5 pedone del nero · g5 donna del bianco · c4 re del nero · d4 cavallo del bianco · e3 pedone del nero · a2 cavallo del bianco · b2 alfiere del nero · d2 torre del nero · d1 torre del bianco | h8 alfiere del bianco · c7 pedone del nero · e7 re del bianco · h7 alfiere del bianco · d6 pedone del bianco · e6 torre del bianco · h6 pedone del bianco · b5 pedone del nero · c5 pedone del nero · g5 donna del bianco · c4 re del nero · d4 cavallo del bianco · e3 pedone del nero · a2 cavallo del bianco · b2 alfiere del nero · d2 torre del nero · d1 torre del bianco | h8 alfiere del bianco · c7 pedone del nero · e7 re del bianco · h7 alfiere del bianco · d6 pedone del bianco · e6 torre del bianco · h6 pedone del bianco · b5 pedone del nero · c5 pedone del nero · g5 donna del bianco · c4 re del nero · d4 cavallo del bianco · e3 pedone del nero · a2 cavallo del bianco · b2 alfiere del nero · d2 torre del nero · d1 torre del bianco | h8 alfiere del bianco · c7 pedone del nero · e7 re del bianco · h7 alfiere del bianco · d6 pedone del bianco · e6 torre del bianco · h6 pedone del bianco · b5 pedone del nero · c5 pedone del nero · g5 donna del bianco · c4 re del nero · d4 cavallo del bianco · e3 pedone del nero · a2 cavallo del bianco · b2 alfiere del nero · d2 torre del nero · d1 torre del bianco | h8 alfiere del bianco · c7 pedone del nero · e7 re del bianco · h7 alfiere del bianco · d6 pedone del bianco · e6 torre del bianco · h6 pedone del bianco · b5 pedone del nero · c5 pedone del nero · g5 donna del bianco · c4 re del nero · d4 cavallo del bianco · e3 pedone del nero · a2 cavallo del bianco · b2 alfiere del nero · d2 torre del nero · d1 torre del bianco | h8 alfiere del bianco · c7 pedone del nero · e7 re del bianco · h7 alfiere del bianco · d6 pedone del bianco · e6 torre del bianco · h6 pedone del bianco · b5 pedone del nero · c5 pedone del nero · g5 donna del bianco · c4 re del nero · d4 cavallo del bianco · e3 pedone del nero · a2 cavallo del bianco · b2 alfiere del nero · d2 torre del nero · d1 torre del bianco | 1 |
|   | a | b | c | d | e | f | g | h |   |

Soluzione:
1. Dg8!  (min. 2. Txe3#)
1... Txd4  2. Te4#

1... Tf2  2. Tf6#

1... Tg2  2. Tg6#

1... cxd6  2. Txd6#

|   | a | b | c | d | e | f | g | h |   |
| 8 | g8 torre del bianco · c7 alfiere del bianco · d7 pedone del nero · f7 re del bianco · e5 pedone del nero · f5 cavallo del bianco · g5 cavallo del bianco · d4 pedone del nero · e4 torre del nero · f4 re del nero · a3 alfiere del nero · d3 pedone del nero · f3 torre del nero · g3 pedone del nero · h3 alfiere del bianco · c2 cavallo del nero · d2 pedone del bianco · e2 pedone del nero · f2 donna del nero · g2 cavallo del nero · d1 alfiere del nero | g8 torre del bianco · c7 alfiere del bianco · d7 pedone del nero · f7 re del bianco · e5 pedone del nero · f5 cavallo del bianco · g5 cavallo del bianco · d4 pedone del nero · e4 torre del nero · f4 re del nero · a3 alfiere del nero · d3 pedone del nero · f3 torre del nero · g3 pedone del nero · h3 alfiere del bianco · c2 cavallo del nero · d2 pedone del bianco · e2 pedone del nero · f2 donna del nero · g2 cavallo del nero · d1 alfiere del nero | g8 torre del bianco · c7 alfiere del bianco · d7 pedone del nero · f7 re del bianco · e5 pedone del nero · f5 cavallo del bianco · g5 cavallo del bianco · d4 pedone del nero · e4 torre del nero · f4 re del nero · a3 alfiere del nero · d3 pedone del nero · f3 torre del nero · g3 pedone del nero · h3 alfiere del bianco · c2 cavallo del nero · d2 pedone del bianco · e2 pedone del nero · f2 donna del nero · g2 cavallo del nero · d1 alfiere del nero | g8 torre del bianco · c7 alfiere del bianco · d7 pedone del nero · f7 re del bianco · e5 pedone del nero · f5 cavallo del bianco · g5 cavallo del bianco · d4 pedone del nero · e4 torre del nero · f4 re del nero · a3 alfiere del nero · d3 pedone del nero · f3 torre del nero · g3 pedone del nero · h3 alfiere del bianco · c2 cavallo del nero · d2 pedone del bianco · e2 pedone del nero · f2 donna del nero · g2 cavallo del nero · d1 alfiere del nero | g8 torre del bianco · c7 alfiere del bianco · d7 pedone del nero · f7 re del bianco · e5 pedone del nero · f5 cavallo del bianco · g5 cavallo del bianco · d4 pedone del nero · e4 torre del nero · f4 re del nero · a3 alfiere del nero · d3 pedone del nero · f3 torre del nero · g3 pedone del nero · h3 alfiere del bianco · c2 cavallo del nero · d2 pedone del bianco · e2 pedone del nero · f2 donna del nero · g2 cavallo del nero · d1 alfiere del nero | g8 torre del bianco · c7 alfiere del bianco · d7 pedone del nero · f7 re del bianco · e5 pedone del nero · f5 cavallo del bianco · g5 cavallo del bianco · d4 pedone del nero · e4 torre del nero · f4 re del nero · a3 alfiere del nero · d3 pedone del nero · f3 torre del nero · g3 pedone del nero · h3 alfiere del bianco · c2 cavallo del nero · d2 pedone del bianco · e2 pedone del nero · f2 donna del nero · g2 cavallo del nero · d1 alfiere del nero | g8 torre del bianco · c7 alfiere del bianco · d7 pedone del nero · f7 re del bianco · e5 pedone del nero · f5 cavallo del bianco · g5 cavallo del bianco · d4 pedone del nero · e4 torre del nero · f4 re del nero · a3 alfiere del nero · d3 pedone del nero · f3 torre del nero · g3 pedone del nero · h3 alfiere del bianco · c2 cavallo del nero · d2 pedone del bianco · e2 pedone del nero · f2 donna del nero · g2 cavallo del nero · d1 alfiere del nero | g8 torre del bianco · c7 alfiere del bianco · d7 pedone del nero · f7 re del bianco · e5 pedone del nero · f5 cavallo del bianco · g5 cavallo del bianco · d4 pedone del nero · e4 torre del nero · f4 re del nero · a3 alfiere del nero · d3 pedone del nero · f3 torre del nero · g3 pedone del nero · h3 alfiere del bianco · c2 cavallo del nero · d2 pedone del bianco · e2 pedone del nero · f2 donna del nero · g2 cavallo del nero · d1 alfiere del nero | 8 |
| 7 | g8 torre del bianco · c7 alfiere del bianco · d7 pedone del nero · f7 re del bianco · e5 pedone del nero · f5 cavallo del bianco · g5 cavallo del bianco · d4 pedone del nero · e4 torre del nero · f4 re del nero · a3 alfiere del nero · d3 pedone del nero · f3 torre del nero · g3 pedone del nero · h3 alfiere del bianco · c2 cavallo del nero · d2 pedone del bianco · e2 pedone del nero · f2 donna del nero · g2 cavallo del nero · d1 alfiere del nero | g8 torre del bianco · c7 alfiere del bianco · d7 pedone del nero · f7 re del bianco · e5 pedone del nero · f5 cavallo del bianco · g5 cavallo del bianco · d4 pedone del nero · e4 torre del nero · f4 re del nero · a3 alfiere del nero · d3 pedone del nero · f3 torre del nero · g3 pedone del nero · h3 alfiere del bianco · c2 cavallo del nero · d2 pedone del bianco · e2 pedone del nero · f2 donna del nero · g2 cavallo del nero · d1 alfiere del nero | g8 torre del bianco · c7 alfiere del bianco · d7 pedone del nero · f7 re del bianco · e5 pedone del nero · f5 cavallo del bianco · g5 cavallo del bianco · d4 pedone del nero · e4 torre del nero · f4 re del nero · a3 alfiere del nero · d3 pedone del nero · f3 torre del nero · g3 pedone del nero · h3 alfiere del bianco · c2 cavallo del nero · d2 pedone del bianco · e2 pedone del nero · f2 donna del nero · g2 cavallo del nero · d1 alfiere del nero | g8 torre del bianco · c7 alfiere del bianco · d7 pedone del nero · f7 re del bianco · e5 pedone del nero · f5 cavallo del bianco · g5 cavallo del bianco · d4 pedone del nero · e4 torre del nero · f4 re del nero · a3 alfiere del nero · d3 pedone del nero · f3 torre del nero · g3 pedone del nero · h3 alfiere del bianco · c2 cavallo del nero · d2 pedone del bianco · e2 pedone del nero · f2 donna del nero · g2 cavallo del nero · d1 alfiere del nero | g8 torre del bianco · c7 alfiere del bianco · d7 pedone del nero · f7 re del bianco · e5 pedone del nero · f5 cavallo del bianco · g5 cavallo del bianco · d4 pedone del nero · e4 torre del nero · f4 re del nero · a3 alfiere del nero · d3 pedone del nero · f3 torre del nero · g3 pedone del nero · h3 alfiere del bianco · c2 cavallo del nero · d2 pedone del bianco · e2 pedone del nero · f2 donna del nero · g2 cavallo del nero · d1 alfiere del nero | g8 torre del bianco · c7 alfiere del bianco · d7 pedone del nero · f7 re del bianco · e5 pedone del nero · f5 cavallo del bianco · g5 cavallo del bianco · d4 pedone del nero · e4 torre del nero · f4 re del nero · a3 alfiere del nero · d3 pedone del nero · f3 torre del nero · g3 pedone del nero · h3 alfiere del bianco · c2 cavallo del nero · d2 pedone del bianco · e2 pedone del nero · f2 donna del nero · g2 cavallo del nero · d1 alfiere del nero | g8 torre del bianco · c7 alfiere del bianco · d7 pedone del nero · f7 re del bianco · e5 pedone del nero · f5 cavallo del bianco · g5 cavallo del bianco · d4 pedone del nero · e4 torre del nero · f4 re del nero · a3 alfiere del nero · d3 pedone del nero · f3 torre del nero · g3 pedone del nero · h3 alfiere del bianco · c2 cavallo del nero · d2 pedone del bianco · e2 pedone del nero · f2 donna del nero · g2 cavallo del nero · d1 alfiere del nero | g8 torre del bianco · c7 alfiere del bianco · d7 pedone del nero · f7 re del bianco · e5 pedone del nero · f5 cavallo del bianco · g5 cavallo del bianco · d4 pedone del nero · e4 torre del nero · f4 re del nero · a3 alfiere del nero · d3 pedone del nero · f3 torre del nero · g3 pedone del nero · h3 alfiere del bianco · c2 cavallo del nero · d2 pedone del bianco · e2 pedone del nero · f2 donna del nero · g2 cavallo del nero · d1 alfiere del nero | 7 |
| 6 | g8 torre del bianco · c7 alfiere del bianco · d7 pedone del nero · f7 re del bianco · e5 pedone del nero · f5 cavallo del bianco · g5 cavallo del bianco · d4 pedone del nero · e4 torre del nero · f4 re del nero · a3 alfiere del nero · d3 pedone del nero · f3 torre del nero · g3 pedone del nero · h3 alfiere del bianco · c2 cavallo del nero · d2 pedone del bianco · e2 pedone del nero · f2 donna del nero · g2 cavallo del nero · d1 alfiere del nero | g8 torre del bianco · c7 alfiere del bianco · d7 pedone del nero · f7 re del bianco · e5 pedone del nero · f5 cavallo del bianco · g5 cavallo del bianco · d4 pedone del nero · e4 torre del nero · f4 re del nero · a3 alfiere del nero · d3 pedone del nero · f3 torre del nero · g3 pedone del nero · h3 alfiere del bianco · c2 cavallo del nero · d2 pedone del bianco · e2 pedone del nero · f2 donna del nero · g2 cavallo del nero · d1 alfiere del nero | g8 torre del bianco · c7 alfiere del bianco · d7 pedone del nero · f7 re del bianco · e5 pedone del nero · f5 cavallo del bianco · g5 cavallo del bianco · d4 pedone del nero · e4 torre del nero · f4 re del nero · a3 alfiere del nero · d3 pedone del nero · f3 torre del nero · g3 pedone del nero · h3 alfiere del bianco · c2 cavallo del nero · d2 pedone del bianco · e2 pedone del nero · f2 donna del nero · g2 cavallo del nero · d1 alfiere del nero | g8 torre del bianco · c7 alfiere del bianco · d7 pedone del nero · f7 re del bianco · e5 pedone del nero · f5 cavallo del bianco · g5 cavallo del bianco · d4 pedone del nero · e4 torre del nero · f4 re del nero · a3 alfiere del nero · d3 pedone del nero · f3 torre del nero · g3 pedone del nero · h3 alfiere del bianco · c2 cavallo del nero · d2 pedone del bianco · e2 pedone del nero · f2 donna del nero · g2 cavallo del nero · d1 alfiere del nero | g8 torre del bianco · c7 alfiere del bianco · d7 pedone del nero · f7 re del bianco · e5 pedone del nero · f5 cavallo del bianco · g5 cavallo del bianco · d4 pedone del nero · e4 torre del nero · f4 re del nero · a3 alfiere del nero · d3 pedone del nero · f3 torre del nero · g3 pedone del nero · h3 alfiere del bianco · c2 cavallo del nero · d2 pedone del bianco · e2 pedone del nero · f2 donna del nero · g2 cavallo del nero · d1 alfiere del nero | g8 torre del bianco · c7 alfiere del bianco · d7 pedone del nero · f7 re del bianco · e5 pedone del nero · f5 cavallo del bianco · g5 cavallo del bianco · d4 pedone del nero · e4 torre del nero · f4 re del nero · a3 alfiere del nero · d3 pedone del nero · f3 torre del nero · g3 pedone del nero · h3 alfiere del bianco · c2 cavallo del nero · d2 pedone del bianco · e2 pedone del nero · f2 donna del nero · g2 cavallo del nero · d1 alfiere del nero | g8 torre del bianco · c7 alfiere del bianco · d7 pedone del nero · f7 re del bianco · e5 pedone del nero · f5 cavallo del bianco · g5 cavallo del bianco · d4 pedone del nero · e4 torre del nero · f4 re del nero · a3 alfiere del nero · d3 pedone del nero · f3 torre del nero · g3 pedone del nero · h3 alfiere del bianco · c2 cavallo del nero · d2 pedone del bianco · e2 pedone del nero · f2 donna del nero · g2 cavallo del nero · d1 alfiere del nero | g8 torre del bianco · c7 alfiere del bianco · d7 pedone del nero · f7 re del bianco · e5 pedone del nero · f5 cavallo del bianco · g5 cavallo del bianco · d4 pedone del nero · e4 torre del nero · f4 re del nero · a3 alfiere del nero · d3 pedone del nero · f3 torre del nero · g3 pedone del nero · h3 alfiere del bianco · c2 cavallo del nero · d2 pedone del bianco · e2 pedone del nero · f2 donna del nero · g2 cavallo del nero · d1 alfiere del nero | 6 |
| 5 | g8 torre del bianco · c7 alfiere del bianco · d7 pedone del nero · f7 re del bianco · e5 pedone del nero · f5 cavallo del bianco · g5 cavallo del bianco · d4 pedone del nero · e4 torre del nero · f4 re del nero · a3 alfiere del nero · d3 pedone del nero · f3 torre del nero · g3 pedone del nero · h3 alfiere del bianco · c2 cavallo del nero · d2 pedone del bianco · e2 pedone del nero · f2 donna del nero · g2 cavallo del nero · d1 alfiere del nero | g8 torre del bianco · c7 alfiere del bianco · d7 pedone del nero · f7 re del bianco · e5 pedone del nero · f5 cavallo del bianco · g5 cavallo del bianco · d4 pedone del nero · e4 torre del nero · f4 re del nero · a3 alfiere del nero · d3 pedone del nero · f3 torre del nero · g3 pedone del nero · h3 alfiere del bianco · c2 cavallo del nero · d2 pedone del bianco · e2 pedone del nero · f2 donna del nero · g2 cavallo del nero · d1 alfiere del nero | g8 torre del bianco · c7 alfiere del bianco · d7 pedone del nero · f7 re del bianco · e5 pedone del nero · f5 cavallo del bianco · g5 cavallo del bianco · d4 pedone del nero · e4 torre del nero · f4 re del nero · a3 alfiere del nero · d3 pedone del nero · f3 torre del nero · g3 pedone del nero · h3 alfiere del bianco · c2 cavallo del nero · d2 pedone del bianco · e2 pedone del nero · f2 donna del nero · g2 cavallo del nero · d1 alfiere del nero | g8 torre del bianco · c7 alfiere del bianco · d7 pedone del nero · f7 re del bianco · e5 pedone del nero · f5 cavallo del bianco · g5 cavallo del bianco · d4 pedone del nero · e4 torre del nero · f4 re del nero · a3 alfiere del nero · d3 pedone del nero · f3 torre del nero · g3 pedone del nero · h3 alfiere del bianco · c2 cavallo del nero · d2 pedone del bianco · e2 pedone del nero · f2 donna del nero · g2 cavallo del nero · d1 alfiere del nero | g8 torre del bianco · c7 alfiere del bianco · d7 pedone del nero · f7 re del bianco · e5 pedone del nero · f5 cavallo del bianco · g5 cavallo del bianco · d4 pedone del nero · e4 torre del nero · f4 re del nero · a3 alfiere del nero · d3 pedone del nero · f3 torre del nero · g3 pedone del nero · h3 alfiere del bianco · c2 cavallo del nero · d2 pedone del bianco · e2 pedone del nero · f2 donna del nero · g2 cavallo del nero · d1 alfiere del nero | g8 torre del bianco · c7 alfiere del bianco · d7 pedone del nero · f7 re del bianco · e5 pedone del nero · f5 cavallo del bianco · g5 cavallo del bianco · d4 pedone del nero · e4 torre del nero · f4 re del nero · a3 alfiere del nero · d3 pedone del nero · f3 torre del nero · g3 pedone del nero · h3 alfiere del bianco · c2 cavallo del nero · d2 pedone del bianco · e2 pedone del nero · f2 donna del nero · g2 cavallo del nero · d1 alfiere del nero | g8 torre del bianco · c7 alfiere del bianco · d7 pedone del nero · f7 re del bianco · e5 pedone del nero · f5 cavallo del bianco · g5 cavallo del bianco · d4 pedone del nero · e4 torre del nero · f4 re del nero · a3 alfiere del nero · d3 pedone del nero · f3 torre del nero · g3 pedone del nero · h3 alfiere del bianco · c2 cavallo del nero · d2 pedone del bianco · e2 pedone del nero · f2 donna del nero · g2 cavallo del nero · d1 alfiere del nero | g8 torre del bianco · c7 alfiere del bianco · d7 pedone del nero · f7 re del bianco · e5 pedone del nero · f5 cavallo del bianco · g5 cavallo del bianco · d4 pedone del nero · e4 torre del nero · f4 re del nero · a3 alfiere del nero · d3 pedone del nero · f3 torre del nero · g3 pedone del nero · h3 alfiere del bianco · c2 cavallo del nero · d2 pedone del bianco · e2 pedone del nero · f2 donna del nero · g2 cavallo del nero · d1 alfiere del nero | 5 |
| 4 | g8 torre del bianco · c7 alfiere del bianco · d7 pedone del nero · f7 re del bianco · e5 pedone del nero · f5 cavallo del bianco · g5 cavallo del bianco · d4 pedone del nero · e4 torre del nero · f4 re del nero · a3 alfiere del nero · d3 pedone del nero · f3 torre del nero · g3 pedone del nero · h3 alfiere del bianco · c2 cavallo del nero · d2 pedone del bianco · e2 pedone del nero · f2 donna del nero · g2 cavallo del nero · d1 alfiere del nero | g8 torre del bianco · c7 alfiere del bianco · d7 pedone del nero · f7 re del bianco · e5 pedone del nero · f5 cavallo del bianco · g5 cavallo del bianco · d4 pedone del nero · e4 torre del nero · f4 re del nero · a3 alfiere del nero · d3 pedone del nero · f3 torre del nero · g3 pedone del nero · h3 alfiere del bianco · c2 cavallo del nero · d2 pedone del bianco · e2 pedone del nero · f2 donna del nero · g2 cavallo del nero · d1 alfiere del nero | g8 torre del bianco · c7 alfiere del bianco · d7 pedone del nero · f7 re del bianco · e5 pedone del nero · f5 cavallo del bianco · g5 cavallo del bianco · d4 pedone del nero · e4 torre del nero · f4 re del nero · a3 alfiere del nero · d3 pedone del nero · f3 torre del nero · g3 pedone del nero · h3 alfiere del bianco · c2 cavallo del nero · d2 pedone del bianco · e2 pedone del nero · f2 donna del nero · g2 cavallo del nero · d1 alfiere del nero | g8 torre del bianco · c7 alfiere del bianco · d7 pedone del nero · f7 re del bianco · e5 pedone del nero · f5 cavallo del bianco · g5 cavallo del bianco · d4 pedone del nero · e4 torre del nero · f4 re del nero · a3 alfiere del nero · d3 pedone del nero · f3 torre del nero · g3 pedone del nero · h3 alfiere del bianco · c2 cavallo del nero · d2 pedone del bianco · e2 pedone del nero · f2 donna del nero · g2 cavallo del nero · d1 alfiere del nero | g8 torre del bianco · c7 alfiere del bianco · d7 pedone del nero · f7 re del bianco · e5 pedone del nero · f5 cavallo del bianco · g5 cavallo del bianco · d4 pedone del nero · e4 torre del nero · f4 re del nero · a3 alfiere del nero · d3 pedone del nero · f3 torre del nero · g3 pedone del nero · h3 alfiere del bianco · c2 cavallo del nero · d2 pedone del bianco · e2 pedone del nero · f2 donna del nero · g2 cavallo del nero · d1 alfiere del nero | g8 torre del bianco · c7 alfiere del bianco · d7 pedone del nero · f7 re del bianco · e5 pedone del nero · f5 cavallo del bianco · g5 cavallo del bianco · d4 pedone del nero · e4 torre del nero · f4 re del nero · a3 alfiere del nero · d3 pedone del nero · f3 torre del nero · g3 pedone del nero · h3 alfiere del bianco · c2 cavallo del nero · d2 pedone del bianco · e2 pedone del nero · f2 donna del nero · g2 cavallo del nero · d1 alfiere del nero | g8 torre del bianco · c7 alfiere del bianco · d7 pedone del nero · f7 re del bianco · e5 pedone del nero · f5 cavallo del bianco · g5 cavallo del bianco · d4 pedone del nero · e4 torre del nero · f4 re del nero · a3 alfiere del nero · d3 pedone del nero · f3 torre del nero · g3 pedone del nero · h3 alfiere del bianco · c2 cavallo del nero · d2 pedone del bianco · e2 pedone del nero · f2 donna del nero · g2 cavallo del nero · d1 alfiere del nero | g8 torre del bianco · c7 alfiere del bianco · d7 pedone del nero · f7 re del bianco · e5 pedone del nero · f5 cavallo del bianco · g5 cavallo del bianco · d4 pedone del nero · e4 torre del nero · f4 re del nero · a3 alfiere del nero · d3 pedone del nero · f3 torre del nero · g3 pedone del nero · h3 alfiere del bianco · c2 cavallo del nero · d2 pedone del bianco · e2 pedone del nero · f2 donna del nero · g2 cavallo del nero · d1 alfiere del nero | 4 |
| 3 | g8 torre del bianco · c7 alfiere del bianco · d7 pedone del nero · f7 re del bianco · e5 pedone del nero · f5 cavallo del bianco · g5 cavallo del bianco · d4 pedone del nero · e4 torre del nero · f4 re del nero · a3 alfiere del nero · d3 pedone del nero · f3 torre del nero · g3 pedone del nero · h3 alfiere del bianco · c2 cavallo del nero · d2 pedone del bianco · e2 pedone del nero · f2 donna del nero · g2 cavallo del nero · d1 alfiere del nero | g8 torre del bianco · c7 alfiere del bianco · d7 pedone del nero · f7 re del bianco · e5 pedone del nero · f5 cavallo del bianco · g5 cavallo del bianco · d4 pedone del nero · e4 torre del nero · f4 re del nero · a3 alfiere del nero · d3 pedone del nero · f3 torre del nero · g3 pedone del nero · h3 alfiere del bianco · c2 cavallo del nero · d2 pedone del bianco · e2 pedone del nero · f2 donna del nero · g2 cavallo del nero · d1 alfiere del nero | g8 torre del bianco · c7 alfiere del bianco · d7 pedone del nero · f7 re del bianco · e5 pedone del nero · f5 cavallo del bianco · g5 cavallo del bianco · d4 pedone del nero · e4 torre del nero · f4 re del nero · a3 alfiere del nero · d3 pedone del nero · f3 torre del nero · g3 pedone del nero · h3 alfiere del bianco · c2 cavallo del nero · d2 pedone del bianco · e2 pedone del nero · f2 donna del nero · g2 cavallo del nero · d1 alfiere del nero | g8 torre del bianco · c7 alfiere del bianco · d7 pedone del nero · f7 re del bianco · e5 pedone del nero · f5 cavallo del bianco · g5 cavallo del bianco · d4 pedone del nero · e4 torre del nero · f4 re del nero · a3 alfiere del nero · d3 pedone del nero · f3 torre del nero · g3 pedone del nero · h3 alfiere del bianco · c2 cavallo del nero · d2 pedone del bianco · e2 pedone del nero · f2 donna del nero · g2 cavallo del nero · d1 alfiere del nero | g8 torre del bianco · c7 alfiere del bianco · d7 pedone del nero · f7 re del bianco · e5 pedone del nero · f5 cavallo del bianco · g5 cavallo del bianco · d4 pedone del nero · e4 torre del nero · f4 re del nero · a3 alfiere del nero · d3 pedone del nero · f3 torre del nero · g3 pedone del nero · h3 alfiere del bianco · c2 cavallo del nero · d2 pedone del bianco · e2 pedone del nero · f2 donna del nero · g2 cavallo del nero · d1 alfiere del nero | g8 torre del bianco · c7 alfiere del bianco · d7 pedone del nero · f7 re del bianco · e5 pedone del nero · f5 cavallo del bianco · g5 cavallo del bianco · d4 pedone del nero · e4 torre del nero · f4 re del nero · a3 alfiere del nero · d3 pedone del nero · f3 torre del nero · g3 pedone del nero · h3 alfiere del bianco · c2 cavallo del nero · d2 pedone del bianco · e2 pedone del nero · f2 donna del nero · g2 cavallo del nero · d1 alfiere del nero | g8 torre del bianco · c7 alfiere del bianco · d7 pedone del nero · f7 re del bianco · e5 pedone del nero · f5 cavallo del bianco · g5 cavallo del bianco · d4 pedone del nero · e4 torre del nero · f4 re del nero · a3 alfiere del nero · d3 pedone del nero · f3 torre del nero · g3 pedone del nero · h3 alfiere del bianco · c2 cavallo del nero · d2 pedone del bianco · e2 pedone del nero · f2 donna del nero · g2 cavallo del nero · d1 alfiere del nero | g8 torre del bianco · c7 alfiere del bianco · d7 pedone del nero · f7 re del bianco · e5 pedone del nero · f5 cavallo del bianco · g5 cavallo del bianco · d4 pedone del nero · e4 torre del nero · f4 re del nero · a3 alfiere del nero · d3 pedone del nero · f3 torre del nero · g3 pedone del nero · h3 alfiere del bianco · c2 cavallo del nero · d2 pedone del bianco · e2 pedone del nero · f2 donna del nero · g2 cavallo del nero · d1 alfiere del nero | 3 |
| 2 | g8 torre del bianco · c7 alfiere del bianco · d7 pedone del nero · f7 re del bianco · e5 pedone del nero · f5 cavallo del bianco · g5 cavallo del bianco · d4 pedone del nero · e4 torre del nero · f4 re del nero · a3 alfiere del nero · d3 pedone del nero · f3 torre del nero · g3 pedone del nero · h3 alfiere del bianco · c2 cavallo del nero · d2 pedone del bianco · e2 pedone del nero · f2 donna del nero · g2 cavallo del nero · d1 alfiere del nero | g8 torre del bianco · c7 alfiere del bianco · d7 pedone del nero · f7 re del bianco · e5 pedone del nero · f5 cavallo del bianco · g5 cavallo del bianco · d4 pedone del nero · e4 torre del nero · f4 re del nero · a3 alfiere del nero · d3 pedone del nero · f3 torre del nero · g3 pedone del nero · h3 alfiere del bianco · c2 cavallo del nero · d2 pedone del bianco · e2 pedone del nero · f2 donna del nero · g2 cavallo del nero · d1 alfiere del nero | g8 torre del bianco · c7 alfiere del bianco · d7 pedone del nero · f7 re del bianco · e5 pedone del nero · f5 cavallo del bianco · g5 cavallo del bianco · d4 pedone del nero · e4 torre del nero · f4 re del nero · a3 alfiere del nero · d3 pedone del nero · f3 torre del nero · g3 pedone del nero · h3 alfiere del bianco · c2 cavallo del nero · d2 pedone del bianco · e2 pedone del nero · f2 donna del nero · g2 cavallo del nero · d1 alfiere del nero | g8 torre del bianco · c7 alfiere del bianco · d7 pedone del nero · f7 re del bianco · e5 pedone del nero · f5 cavallo del bianco · g5 cavallo del bianco · d4 pedone del nero · e4 torre del nero · f4 re del nero · a3 alfiere del nero · d3 pedone del nero · f3 torre del nero · g3 pedone del nero · h3 alfiere del bianco · c2 cavallo del nero · d2 pedone del bianco · e2 pedone del nero · f2 donna del nero · g2 cavallo del nero · d1 alfiere del nero | g8 torre del bianco · c7 alfiere del bianco · d7 pedone del nero · f7 re del bianco · e5 pedone del nero · f5 cavallo del bianco · g5 cavallo del bianco · d4 pedone del nero · e4 torre del nero · f4 re del nero · a3 alfiere del nero · d3 pedone del nero · f3 torre del nero · g3 pedone del nero · h3 alfiere del bianco · c2 cavallo del nero · d2 pedone del bianco · e2 pedone del nero · f2 donna del nero · g2 cavallo del nero · d1 alfiere del nero | g8 torre del bianco · c7 alfiere del bianco · d7 pedone del nero · f7 re del bianco · e5 pedone del nero · f5 cavallo del bianco · g5 cavallo del bianco · d4 pedone del nero · e4 torre del nero · f4 re del nero · a3 alfiere del nero · d3 pedone del nero · f3 torre del nero · g3 pedone del nero · h3 alfiere del bianco · c2 cavallo del nero · d2 pedone del bianco · e2 pedone del nero · f2 donna del nero · g2 cavallo del nero · d1 alfiere del nero | g8 torre del bianco · c7 alfiere del bianco · d7 pedone del nero · f7 re del bianco · e5 pedone del nero · f5 cavallo del bianco · g5 cavallo del bianco · d4 pedone del nero · e4 torre del nero · f4 re del nero · a3 alfiere del nero · d3 pedone del nero · f3 torre del nero · g3 pedone del nero · h3 alfiere del bianco · c2 cavallo del nero · d2 pedone del bianco · e2 pedone del nero · f2 donna del nero · g2 cavallo del nero · d1 alfiere del nero | g8 torre del bianco · c7 alfiere del bianco · d7 pedone del nero · f7 re del bianco · e5 pedone del nero · f5 cavallo del bianco · g5 cavallo del bianco · d4 pedone del nero · e4 torre del nero · f4 re del nero · a3 alfiere del nero · d3 pedone del nero · f3 torre del nero · g3 pedone del nero · h3 alfiere del bianco · c2 cavallo del nero · d2 pedone del bianco · e2 pedone del nero · f2 donna del nero · g2 cavallo del nero · d1 alfiere del nero | 2 |
| 1 | g8 torre del bianco · c7 alfiere del bianco · d7 pedone del nero · f7 re del bianco · e5 pedone del nero · f5 cavallo del bianco · g5 cavallo del bianco · d4 pedone del nero · e4 torre del nero · f4 re del nero · a3 alfiere del nero · d3 pedone del nero · f3 torre del nero · g3 pedone del nero · h3 alfiere del bianco · c2 cavallo del nero · d2 pedone del bianco · e2 pedone del nero · f2 donna del nero · g2 cavallo del nero · d1 alfiere del nero | g8 torre del bianco · c7 alfiere del bianco · d7 pedone del nero · f7 re del bianco · e5 pedone del nero · f5 cavallo del bianco · g5 cavallo del bianco · d4 pedone del nero · e4 torre del nero · f4 re del nero · a3 alfiere del nero · d3 pedone del nero · f3 torre del nero · g3 pedone del nero · h3 alfiere del bianco · c2 cavallo del nero · d2 pedone del bianco · e2 pedone del nero · f2 donna del nero · g2 cavallo del nero · d1 alfiere del nero | g8 torre del bianco · c7 alfiere del bianco · d7 pedone del nero · f7 re del bianco · e5 pedone del nero · f5 cavallo del bianco · g5 cavallo del bianco · d4 pedone del nero · e4 torre del nero · f4 re del nero · a3 alfiere del nero · d3 pedone del nero · f3 torre del nero · g3 pedone del nero · h3 alfiere del bianco · c2 cavallo del nero · d2 pedone del bianco · e2 pedone del nero · f2 donna del nero · g2 cavallo del nero · d1 alfiere del nero | g8 torre del bianco · c7 alfiere del bianco · d7 pedone del nero · f7 re del bianco · e5 pedone del nero · f5 cavallo del bianco · g5 cavallo del bianco · d4 pedone del nero · e4 torre del nero · f4 re del nero · a3 alfiere del nero · d3 pedone del nero · f3 torre del nero · g3 pedone del nero · h3 alfiere del bianco · c2 cavallo del nero · d2 pedone del bianco · e2 pedone del nero · f2 donna del nero · g2 cavallo del nero · d1 alfiere del nero | g8 torre del bianco · c7 alfiere del bianco · d7 pedone del nero · f7 re del bianco · e5 pedone del nero · f5 cavallo del bianco · g5 cavallo del bianco · d4 pedone del nero · e4 torre del nero · f4 re del nero · a3 alfiere del nero · d3 pedone del nero · f3 torre del nero · g3 pedone del nero · h3 alfiere del bianco · c2 cavallo del nero · d2 pedone del bianco · e2 pedone del nero · f2 donna del nero · g2 cavallo del nero · d1 alfiere del nero | g8 torre del bianco · c7 alfiere del bianco · d7 pedone del nero · f7 re del bianco · e5 pedone del nero · f5 cavallo del bianco · g5 cavallo del bianco · d4 pedone del nero · e4 torre del nero · f4 re del nero · a3 alfiere del nero · d3 pedone del nero · f3 torre del nero · g3 pedone del nero · h3 alfiere del bianco · c2 cavallo del nero · d2 pedone del bianco · e2 pedone del nero · f2 donna del nero · g2 cavallo del nero · d1 alfiere del nero | g8 torre del bianco · c7 alfiere del bianco · d7 pedone del nero · f7 re del bianco · e5 pedone del nero · f5 cavallo del bianco · g5 cavallo del bianco · d4 pedone del nero · e4 torre del nero · f4 re del nero · a3 alfiere del nero · d3 pedone del nero · f3 torre del nero · g3 pedone del nero · h3 alfiere del bianco · c2 cavallo del nero · d2 pedone del bianco · e2 pedone del nero · f2 donna del nero · g2 cavallo del nero · d1 alfiere del nero | g8 torre del bianco · c7 alfiere del bianco · d7 pedone del nero · f7 re del bianco · e5 pedone del nero · f5 cavallo del bianco · g5 cavallo del bianco · d4 pedone del nero · e4 torre del nero · f4 re del nero · a3 alfiere del nero · d3 pedone del nero · f3 torre del nero · g3 pedone del nero · h3 alfiere del bianco · c2 cavallo del nero · d2 pedone del bianco · e2 pedone del nero · f2 donna del nero · g2 cavallo del nero · d1 alfiere del nero | 1 |
|   | a | b | c | d | e | f | g | h |   |

Soluzione:
1. Ch6!  (min. 2. Ce6+  dxe6 3. Tg4#)

1...Cce3   2. Ae6 ∼  3. Ch3#

1...Sge3  2. Axd7  Df1/h2/g2  3. Ce6#

1...Rf3-e3  2.Bh3-g4 ...  3. Ch3#